# Howell (Michigan)
Howell település az Amerikai Egyesült Államok Michigan államában, Livingston megyében, melynek megyeszékhelye is. Lakosainak száma 10 068 fő (2020. április 1.).

## Népesség
A település népességének változása:

| 2010 | 9 489  |
| 2020 | 10 068 |